# دخیاک (تاجیکستان)
دخیاک (تاجیکستان) (به لاتین: Dakh"yak) یک منطقهٔ مسکونی در تاجیکستان است که در ولایت سغد واقع شده‌است.